# Драгојевић (презиме)
Презиме Драгојевић је доста често презиме код свих јужнословенских народа. Појављује се у Србији, Црној Гори, Босни и Хрватској.

## Порекло
Драгојевићи који су православне вероисповести порекло свог презимена најчешће вежу за племена у Црној Гори.